# Петров, Андрей Николаевич (учёный)
Андрей Николаевич Петров (род. 29 апреля 1954 года, Москва, СССР) — учёный в области консервирования и хранения продуктов растительного и животного происхождения, член-корреспондент РАСХН (2012), академик РАН (2016).

## Биография
Родился 29 апреля 1954 года в Москве.
В 1976 году — окончил Московский технологический институт мясной и молочной промышленности.
Доктор технических наук (2010), член-корреспондент РАСХН (2012), член-корреспондент РАН (2014), академик РАН (2016).
С 1977 по 1988 годы — младший научный сотрудник, аспирант, младший, старший научный сотрудник Всесоюзного научно-исследовательского института молочной промышленности.
В 1983 году — защитил кандидатскую диссертацию, тема: «Стабилизация жировой фазы стерилизованных сливок путем обогащения белком».
С 1989 по 1990 годы — старший научный сотрудник Научно-производственного объединения «Мир».
С 1990 по 1992 годы — старший научный сотрудник Московского института прикладной биотехнологии, главный технолог СП Рипкон.
С 1992 года работает во Всероссийском научно-исследовательском институте технологии консервирования, где прошел путь от старшего научного сотрудника и заведующего лабораторией (1996—2010) до руководителя института (с 2010 года). В настоящее время институт входит в состав ФГБУ «Федеральный научный центр пищевых систем имени В. М. Горбатова» РАН.
В 2010 году — защитил докторскую диссертацию, тема: «Теория и практика повышения устойчивости жировой фазы консервов на молочной основе общего и специального назначения».
В 2012 году — избран членом-корреспондентом РАСХН.
В 2014 году — стал членом-корреспондентом РАН (в рамках присоединения РАМН и РАСХН к РАН).
В 2016 году — избран академиком РАН.
Основной научный вклад Петрова связан с разработкой технологий переработки и консервирования животного и растительного сырья, в том числе, агрегативной и кинетической устойчивости пищевых эмульсий. Он разработал научные основы производства геродиетических продуктов. Под его руководством и при непосредственном участии разработаны 40 новых технологий, из которых технологии консервов на молочной основе внедрены более чем на 60 предприятиях России и в ближнего зарубежья.

## Награды
- Премия Правительства Российской Федерации в области науки и техники (в составе группы, за 2022 год) - за создание и внедрение высокоэффективных технологий и оборудования для переработки и хранения сельскохозяйственного сырья, систем контроля и управления качеством пищевой продукции, обеспечивающей здоровье нации, импортозамещение и продовольственную безопасность России[5]
- Юбилейная медаль «300 лет Российской академии наук»
- Почётная грамота Министерства сельского хозяйства Российской Федерации
- Почётная грамота Министерства образования и науки Российской Федерации
- Почётная грамота Министерства науки и технологий Российской Федерации
- Почётный знак Московской областной думы «За трудовую доблесть»